# Arrête de ramer, t'es sur le sable
Série
Arrête de ramer, t'es sur le sable, la suite
(1984)
Pour plus de détails, voir Fiche technique et Distribution.
Arrête de ramer, t'es sur le sable (Meatballs) est un film canadien réalisé par Ivan Reitman et sorti en 1979.
À sa sortie, le film connaît un succès commercial surprise.

## Synopsis
Chaque été, c'est le branle-bas de combat sur le chemin des colonies de vacances de l'Étoile (North Star dans la version originale) et du Camp Mohawk. Tripper Harrison, boute-en-train organisateur du camp, essaie d'aider ces jeunes campeurs à prendre du bon temps. Un des campeurs, Rudy, a besoin de prendre confiance en lui. Entre bizutages, coups de foudre, farces et amourettes, l'été s'annonce mouvementé pour tout le monde.

## Fiche technique
- Titre français : Arrête de ramer, t'es sur le sable
- Titre original : Meatballs
- Réalisation : Ivan Reitman
- Scénario : Len Blum, Daniel Goldberg (en), Janis Allen et Harold Ramis
- Musique : Elmer Bernstein
- Photographie : Donald Wilder
- Montage : Debra Karen
- Production : Daniel Goldberg (en)
- Sociétés de production : Canadian Film Development Corporation, Famous Players et Haliburton Films
- Société de distribution : Paramount Pictures
- Pays de production :  Canada
- Langue originale : anglais
- Budget : entre 1,2 et 1,6 million de dollars[1]
- Format : Couleur - 35 mm - 1.85:1 - Son Stéréo
- Genre : comédie érotique
- Durée : 90 minutes
- Date de sortie :
  - Canada : 28 juin 1979
  - États-Unis : 29 juin 1979
  - France : 30 janvier 1980

## Distribution
- Bill Murray (VF : Dominique Paturel) : Tripper Harrison
- Kate Lynch (VF : Maïk Darah) : Roxanne
- Harvey Atkin (VF : Gérard Hernandez) : Morty
- Chris Makepeace (VF : Vincent Ropion) : Rudy
- Russ Banham : Crockett
- Kristine DeBell (VF : Martine Irzenski) : A. L.
- Sarah Torgov (VF : Isabelle Ganz) : Candace
- Jack Blum (VF : Thierry Bourdon) : Spaz
- Keith Knight : Larry “Fink” Finklestein
- Cindy Girling : Wendy
- Todd Hoffman : Wheels
- Margot Pinvdic : Jackie
- Matt Craven (VF : Christian Bénard) : Hardware
- Norma Dell'Agnese : Brenda
- Michael Kirby : Eddy

## Production
Ivan Reitman et Harold Ramis voulaient que John Landis réalise le film, séduits par son travail sur American College (1978). Mais le metteur en scène est trop occupé par Les Blues Brothers (1980). Ivan Reitman décide alors de le réaliser lui-même.
Le tournage a lieu au Canada : en Ontario (Camp White Pine dans le comté de Haliburton, Lindsay, ) et au Québec (Montréal).

## Accueil
Le film connaît un succès commercial surprise avec 17,9 millions pour ses 17 premiers jours d'exploitation. C'est le premier film canadien à enregistrer plus de 2,5 millions de dollars au Canada, surpassant Deux Femmes en or. Il devient ainsi le film le plus lucratif dans le pays avec 4,2 millions, remportant ainsi la Bobine d'or aux prix Génie 1980,. Il devient également à cette époque le film canadien le plus rentable sur le sol américain, avec 43 millions en tout (Canada et États-Unis). Le film enregistre près de 70 millions dans le monde.
En France, l'accueil est plus limité avec seulement 285 979 entrées en fin d'exploitation.

## À noter
- Premier rôle principal de Bill Murray, qui retrouvera le réalisateur Ivan Reitman pour Les Bleus (1982) et l'énorme succès mondial SOS Fantômes (1984) (qui aura une suite cinq ans plus tard).
- Le titre français (très éloigné de l'original) est en fait dérivé d'un film de 1979, Arrête de ramer, t'attaques la falaise ! de Michel Caputo.
- La chanson du générique, Are you ready for the summer?, est interprétée par le Camp North Star Kids Chorus. Le camp que dirige Tripper Harrison (Bill Murray) s'appelle justement... Camp North Star.

## Suites
Le film connaîtra plusieurs suites sans liens particuliers (à l'exception du personnage de Rudy Gerner dans le 3e film) :
- 1984 : Meatballs II de Ken Wiederhorn
- 1986 : Sale boulot (Meatballs III: Summer Job) de George Mendeluk
- 1992 : Meatballs 4: To the Rescue de Bob Logan